# Ligusticopsis acaulis
Ligusticopsis acaulis är en växtart i släktet Ligusticopsis och familjen flockblommiga växter.
Arten är en perenn ört som förekommer i nordöstra Yunnan i Kina. Den beskrevs först som Peucedanum acaule av Ren Hwa Shan och Men Lan Sheh 1986, och fick sitt nu gällande namn av Michail Pimenov 2017.